# Monnina colombiana
Monnina colombiana är en jungfrulinsväxtart som beskrevs av Ramón Alejandro Ferreyra. Monnina colombiana ingår i släktet Monnina och familjen jungfrulinsväxter. Inga underarter finns listade i Catalogue of Life.